# Dyscritomyia cuprea
Dyscritomyia cuprea är en tvåvingeart som beskrevs av James 1981. Dyscritomyia cuprea ingår i släktet Dyscritomyia och familjen spyflugor. Inga underarter finns listade i Catalogue of Life.